# Марково (Холмогорский район)
Марково — деревня в Холмогорском районе Архангельской области.

## География
Находится в центральной части Архангельской области на расстоянии приблизительно 9 км на восток-северо-восток по прямой от районного центра села Холмогоры в северо-восточной части острова Куростров в пойме реки Северная Двина.

## История
Деревня была отмечена ещё на карте 1926 года. До 2022 года входила в Холмогорское сельское поселение до его упразднения.

## Население
Численность населения: 11 человек (русские 100 %) в 2002 году, 6 в 2010.